# Motown's Greatest Hits (Diana Ross)
Motown's Greatest Hits è un album di raccolta della cantante statunitense Diana Ross, pubblicato nel 1992.
Nell'album sono presenti numerosi brani risalenti al periodo in cui la cantante militava nel gruppo delle The Supremes

## Tracce
1. Diana Ross – Ain't No Mountain High Enough – 3:33 (Nickolas Ashford e Valerie Simpson)
2. Diana Ross – Touch Me In The Morning – 3:25
3. Diana Ross – I'm Still Waiting – 3:44
4. Diana Ross & The Supremes & The Temptations – I'm Gonna Make You Love Me – 3:06
5. Diana Ross – Upside Down – 3:37 (Bernard Edwards & Nile Rodgers)
6. Diana Ross – My Old Piano – 3:53 (Bernard Edwards & Nile Rodgers)
7. Diana Ross & The Supremes – You Keep Me Hangin' On – 2:41
8. Diana Ross & The Supremes – The Happening – 2:47
9. Diana Ross & The Supremes – Reflections – 2:48
10. Diana Ross & The Supremes – Baby Love – 2:36
11. Diana Ross & The Supremes – You Can't Hurry Love – 2:44
12. Diana Ross & The Supremes – Where Did Our Love Go – 2:32
13. Diana Ross & The Supremes – Stop! In the Name of Love – 2:51
14. Diana Ross – All Of My Life – 3:26
15. Diana Ross – Surrender – 2:49
16. Diana Ross – Love Hangover – 3:45
17. Diana Ross & Marvin Gaye – You Are Everything – 3:07
18. Diana Ross – Theme From Mahogany "Do You Know Where You're Going To" – 3:22 (Michael Masser, Gerry Goffin e Lee Holdridge)
19. Diana Ross – Remember Me – 3:16 (Nickolas Ashford e Valerie Simpson)
20. Diana Ross & Lionel Richie – Endless Love – 4:26 (Lionel Richie)

Durata totale: 64:28